# Yi Ho-woo
Yi Ho-woo (Cheongdo, Corea del Sur, 1 de marzo de 1912-6 de enero de 1970) fue un poeta y periodista surcoreano.

## Biografía
Yi Ho-woo nació el 1 de marzo de 1912 en Cheongdo, provincia de Gyeongsang del Norte, Corea. Yi Ho-woo fue a la Universidad de Artes de Tokio. Trabajó en el consejo editorial del periódico Taegu Ilbo, y como editor y escritor editorial del Daegu Maeil Shinmun. Debutó como poeta en 1940 cuando su poema "Noche de luz de luna" se publicó en la revista Munjang.
Falleció el 6 de enero de 1970.

## Obra
La poesía de Yi Ho-woo se caracteriza por su reserva emocional y su preocupación por la realidad, mientras escribe sobre la belleza de la vida rural. Como periodista era consciente de las desigualdades de su tiempo y eso se reflejó en su propia obra, particularmente en los tiempos difíciles después de la emancipación nacional y la guerra de Corea.
La vida y la poesía de Yi Ho-woo representa la tenaz determinación del poeta por vivir, su pasión ardiente, su fuerte conciencia de la realidad contemporánea. Junto con su sensibilidad poética moderna hacia el sijo y su potencial para la poesía de versos libres, los poemas sijo del poeta tuvieron el poder de comunicarse con la gente.
En un concurso de sijo patrocinado por el periódico Donga Ilbo y con el poeta Lee Byeonggi como jurado en 1939, fueron premiados sus poemas "Hojas caídas" (Nagyeop) y "Azaleas" (Jindalle). Su debut oficial se hizo efectivo un año más tarde con la publicación del sijo "Noche de luz de luna" (Dalbam) en la revista Munjang por recomendación de Lee Byeonggi. Yi pertenecía a los círculos literarios Brotes de bambú (Juksun) y Naggang, y publicó las recopilaciones de sijo Recopilación de obras de sijo de Yi Ho-woo (Yi Ho-woo sijojip, 1955) y El volcán inactivo (Hyuhwasan, 1968).

## Obras en coreano (lista parcial)
Poesía
- Recopilación de obras de sijo de Yi Ho Woo
- Volcán inactivo

## Premios[2]
- Premio Literario Gyeongbuk (1955)